# Tráfego interzonal
O termo tráfego interzonal foi usado para descrever o tráfego transfronteiriço entre as quatro zonas de ocupação dos Aliados na Alemanha entre 1945 e 1973, que foram criadas em 1945 pelos vencedores da Segunda Guerra Mundial.
Após a ocupação militar da Alemanha, em maio de 1945, numa fase inicial apenas os civis eram autorizados a deixar o seu lugar de residência ou a vizinhança imediata, com uma autorização da autoridade da sua zona. Em junho de 1945, o serviço de transportes terrestres, dentro das zonas respectivas, tinha sido retomado em muitos trechos. No entanto, o serviço ferroviário público não corria entre as diversas zonas. Havia, mesmo assim, numerosos viajantes que cruzavam as extensas fronteiras entre as zonas a pé, de bicicleta ou pedindo boleia (português europeu) ou carona (português brasileiro).